# لاجوس بارتي ناغي
لاجوس بارتي ناغي (بالمجرية: Parti Nagy Lajos)‏ هو كاتب مسرحي وكاتب ومترجم وشاعر مجري، ولد في 12 أكتوبر 1953 في سكسارد في المجر.

## وصلات خارجية
- لاجوس بارتي ناغي على موقع IMDb (الإنجليزية)
- لاجوس بارتي ناغي على موقع ألو سيني (الفرنسية)
- لاجوس بارتي ناغي على موقع ميوزك برينز (الإنجليزية)
- لاجوس بارتي ناغي على موقع أول موفي (الإنجليزية)
- لاجوس بارتي ناغي على موقع كينوبويسك (الروسية)